# آرمن مازمانیان
آرمن آغاسو مازمانیان (ارمنی: Արմեն Աղասու Մազմանյան؛ انگلیسی: Armen Mazmanyan؛ ۱۵ فوریهٔ ۱۹۶۰ – ۸ ژانویهٔ ۲۰۱۴) یک بازیگر و کارگردان تئاتر اهل ارمنستان بود. وی بین سال‌های ۱۹۸۱ تا ۲۰۱۴ میلادی فعالیت می‌کرد. وی رئیس انستیتو دولتی سینما و تئاتر ایروان (YSITC) بود.

## زندگی‌نامه
وی در ۱۵ فوریهٔ ۱۹۶۰ در ایروان به دنیا آمد . وی همچنین برنده جوایزی همچون چهره هنری شایسته جمهوری ارمنستان (۲۰۰۹) شد. وی در ۸ ژانویهٔ ۲۰۱۴ در سن ۵۳ سالگی در ایروان درگذشت.

## گزیده فیلمشناسی
از فیلم‌ها یا برنامه‌های تلویزیونی که وی در آن نقش داشته است می‌توان به گیکور اشاره کرد.